# ایوان کاسکورو
ایوان کاسکورو (انگلیسی: Iván Casquero؛ زادهٔ ۱۴ ژوئیهٔ ۱۹۷۹) بازیکن فوتبال اهل اسپانیا است.
از باشگاه‌هایی که در آن بازی کرده‌است می‌توان به باشگاه فوتبال ایبار، باشگاه فوتبال رئال اویدو، و باشگاه فوتبال نومانسیا اشاره کرد.